# Rhipidomys fulviventer
Rhipidomys fulviventer är en däggdjursart som beskrevs av Thomas 1896. Rhipidomys fulviventer ingår i släktet Rhipidomys och familjen hamsterartade gnagare. IUCN kategoriserar arten globalt som livskraftig. Inga underarter finns listade i Catalogue of Life.
Arten förekommer med flera från varandra skilda populationer i bergstrakter i Colombia och Venezuela. Habitatet utgörs av bergsskogar.